# Personnages d'Entourage
Cet article présente les personnages de la série télévisée américaine Entourage.

## Personnages principaux

### Vincent Chase
Il est interprété par Adrian Grenier.
Surnommé « Vince », il est la star de la bande. Jeune acteur prometteur à Hollywood, il est originaire du Queens à New York où il a connu ses amis d'enfance Eric Murphy et Turtle.

### Eric Murphy
Il est interprété par Kevin Connolly.
C'est le meilleur ami de Vince Chase, depuis la plus tendre enfance. Malgré sa petite taille, Eric est très énergique et se démène pour Vince, dont il est le manager. À plusieurs reprises, il tente de s'éloigner de Vince et de développer sa carrière en solo.

### Johnny Chase
Il est interprété par Kevin Dillon.
Surnommé « Drama » par tout le monde, il est l'acteur un peu raté et ringard de la famille Chase. Avec une carrière sur le déclin, il peine à trouver de nouveaux rôles et reste dans l'ombre de son petit demi-frère Vince. Il est assez nostalgique de l'époque où il travaillait beaucoup. Il vit désormais « aux crochets » de Vince.

### Turtle
Il est interprété par Jerry Ferrara.
De son vrai nom Salvatore Assante, il est un ami très proche de Vince et Eric. Il s'entend assez bien avec Drama. Turtle est l'homme à tout faire de Vince, notamment son chauffeur. Il adore les voitures et les chaussures de sport. Il tente de se lancer dans l'industrie musicale ou le business de la tequila pour gagner son propre argent, avec plus ou moins de succès.

### Ari Gold
Il est interprété par Jeremy Piven.
Il est l'agent de Vince. Très connu à Hollywood, il use de toutes ses relations pour arriver à ses fins. Il est assez vicieux et menteur mais adore les garçons, surtout Vince qu'il a découvert à ses débuts. D'abord employé de Terrance McQuewick, il fonde sa propre agence avant la fermeture de celle-ci. Il fonde ensuite la MGA (Miller-Gold Agency) avec Barbara Miller. Il est le père de Sarah Gold et de Jonah Gold.

### Lloyd Lee
Il est interprété par Rex Lee.
C'est l'assistant homosexuel d'Ari, d'origines asiatiques. Il est le souffre-douleur de l'agent qui n'hésite pas à le rabaisser. Malgré cela, Ari est prêt à s'occuper de lui lorsqu'il a besoin. Il veut à tout prix devenir agent mais Ari lui refuse le poste. Il quitte l'agence d'Ari pour celle de Terrance, avant qu'elle soit rachetée par celle d'Ari. Lloyd devient alors enfin agent.

### Melissa Gold
Elle est interprétée par Perrey Reeves.
Mariée depuis des années à Ari, elle subit quotidiennement le stress causé par le travail de son mari. C'est une ancienne actrice de soap opera qui a arrêté sa carrière à l'âge de 25 ans pour privilégier sa vie de famille. Parfois soumise et effacée, elle sait remettre Ari à sa place. Elle le force par exemple à suivre une thérapie de couple. Elle est la mère de Sarah Gold et de Jonah Gold.

## Personnages récurrents

### Shauna Roberts
Elle est interprétée par Debi Mazar.
Elle est l'attachée de presse de Vince. Ce dernier l'appelle sa « maman de la côte ouest ». Elle est toujours à ses côtés pour lui éviter de faire des erreurs. Elle est épaulée par son assistante Christy et par le comptable de Vince, Marvin. Durant la série, elle tombe enceinte mais aide quand même Vince.

### Sloan McQuewick
Elle est interprétée par Emmanuelle Chriqui.
Elle est la petite-amie d'Eric durant plusieurs saisons. Elle est la fille de Terrance McQuewick, patron puis ennemi juré d'Ari Gold. Après plusieurs ruptures avec Eric, ils finissent ensemble et ont un enfant.

### Arnold
C'est le chien de la bande. C'est un Rottweiler très doux et très câlin, surtout avec Turtle et Drama, qui s'en occupent beaucoup.

### Barbara Miller
Elle est interprétée par Beverly D'Angelo.
Surnommée « Babs » dans le milieu, elle est d'abord agent, notamment de Mandy Moore. Elle est également une sorte de mentor pour Ari Gold. Dans la saison 3, elle fonde la MGA (Miller-Gold Agency) avec ce dernier.

### Scott Lavin
Il est interprété par Scott Caan.
Il fait la rencontre de la bande alors qu'il est un jeune agent au sein du groupe de Murray Berenson. Lorsqu'Eric rejoint l'équipe de Murray, il se lie malgré lui à Scott. Plus tard, Eric pousse Murray vers la sortie et fonde avec Scott le Murphy Lavin group.

## Personnages secondaires

### Billy Walsh
Il est interprété par Rhys Coiro.
William « Billy » Walsh est un réalisateur du cinéma indépendant, complètement déjanté. Ami plutôt de Vince, il l'engage pour le film en noir et blanc Queens Boulevard. En marge du système hollywoodien, il pousse Vince à boycotter la sortie à grande échelle de la version colorisée du film. Il dirige à nouveau Vince dans Medellín, une longue biographie sur le trafiquant Pablo Escobar. Après une longue traversée du désert à cause de l'échec de Medellín, il revient complètement changé et clame son dégout des drogues et de l'alcool.

### Dana Gordon
Elle est interprétée par Constance Zimmer.
Elle est d'abord assistante du président de Warner Bros. Plus ou moins proche d'Ari, elle aide Vince à signer avec le studio pour tourner Aquaman. Elle essaie ensuite de sauver la peau d'Ari auprès de son patron, Alan Gray. Mais Vince refuse de tourner Aquaman 2. Dana est ensuite renvoyée de la Warner à cause d'informations données à Ari. Mais à la mort d'Alan Gray, Ari la pousse à devenir présidente de la Warner. Poste qu'elle obtient finalement.
Elle a jadis été étroitement liée à Ari, avec qui elle a couché. Ils remettent le couvert lorsqu'Ari se sépara momentanément de sa femme.

### Amanda Daniels
Elle est interprétée par Carla Gugino.
Elle est l'agent de Vince durant la saison 3, après la « séparation » de ce dernier avec Ari. Séduite par Vince, ils ont une courte aventure ensemble. Mais Vince met rapidement fin à leur relation aussi bien sentimentalement et professionnellement.

### Dom
Il est interprété par Domenick Lombardozzi.
C'est un ami d'enfance lorsque toute la bande habitait le Queens. Il refait surface en débarquant par surprise dans la villa de Vince. Ce dernier l'accueille à bras ouverts, contre l'avis des autres, qui repensent à son passé de délinquant. Dom s'installe alors dans leur vie. Mais son instinct le rattrape et, lors d'une soirée chez le producteur Phil Rubenstein, il vole une statue de Shrek. Vince reconnait que Dom est néfaste pour sa carrière.

### Andrew Klein
Il est interprété par Gary Cole.
C'est un vieil ami d'Ari Gold. Ils se sont connus à l'époque où ils débutaient tous les deux à Hollywood. Mais Andrew n'a jamais aussi bien réussi qu'Ari et ce dernier s'en est toujours un peu voulu. Lorsqu'Andrew prend contact pour lui demander de l'argent, Ari décide finalement d'incorporer l'entreprise d'Andrew à la MGA, et ce contre l'avis de Barbara Miller. Andrew fait tout son possible pour être engagé. Une fois pris à la MGA, il s'occupe de la section télévision. Mais Andrew est un coureur et commence une liaison avec Lizzie Grant, une collègue. Cela fait rapidement son mariage avec Marlo à mal et perturbe beaucoup le travail de toute l'agence...

### Terrance McQuewick
Il est interprété par Malcolm McDowell.
Ancien agent influent à Hollywood, il est le patron de l'agence où Ari travaille au début de la série. Dans la saison 2, il revient aux affaires et se débarrasse d'Ari. Il fait tout pour bloquer le développement de l'agent. Il est marié à Melinda Clarke et est le père de Sloan, petite amie d'Eric pendant un long moment.

### Tom
Il est interprété par Brandon Quinn.
Il est employé dans un magasin de sport. Il est le petit ami de Lloyd. Agacé des horaires qu'Ari fait subir à Lloyd, il décide de rompre avant de changer d'avis.

### Josh Weinstein
Il est interprété par Joshua LeBar.
Ancien assistant d'Ari Gold, il est devenu un agent d'acteur assez prisé. Il travaille dans une agence concurrente de celle d'Ari et tente régulièrement de lui voler Vince.

### Marvin
Il est interprété par Paul Herman.
Il est le conseiller financier de Vince Chase. Sa tâche n'est pas toujours facile car Vince n'a pas tellement conscience de sa fortune et dépense très souvent sans compter, pour des voitures et surtout son immense villa.

### Lizzie Grant
Elle est interprétée par Autumn Reeser.
C'est un agent « junior » de l'agence Miller-Gold. Dans la saison 5, elle a une liaison avec Andrew Klein, responsable du département télévision et ami d'Ari Gold. La femme d'Andrew le découvre et vient faire un scandale à l'agence. Ari pousse Lizzie et Andrew à rompre. Il veut même les virer mais Lizzie le persuade de la garder et prouve son talent en trouvant un projet intéressant à David Schwimmer...

### Mandy Moore
Elle est interprétée par elle-même.
Elle a autrefois eu une brève liaison sur un tournage avec Vince. Elle est ensuite choisie par James Cameron pour être le premier rôle féminin dans Aquaman au côté de Vince. Il retombe à nouveau dans les bras l'un de l'autre, mais rompent rapidement.

### Christy
Elle est interprétée par Kate Albrecht.
Elle est l'assistante de Shauna Roberts, l'attachée de presse de Vince. Elle subit les colères et le caractère de sa patronne à longueur de temps.

### Jamie-Lynn Sigler
Elle est interprétée par elle-même.
C'est une célèbre actrice américaine, connue pour son rôle de Meadow Soprano dans la série Les Soprano. Dans la saison 5, elle rencontre Turtle dans un avion pour Los Angeles. Ils ont une brève « relation » durant le vol. Turtle pense que cela ne débouchera sur rien, mais quelques jours plus tard, elle le rappelle. Contre toute attente, ils débutent une relation. Elle pousse ensuite Turtle à reprendre ses études. Elle fait également une apparition dans la série Five Towns de Drama. Pour la défendre des avances de son patron, Drama prend de nombreux risque et menace le patron.

### Phil Rubenstein
Il est interprété par Bruno Kirby.
C'est un richissime producteur et spécialiste du film d'animation, il est à l'origine du succès comme Shrek et Madagascar. Après le succès d'Aquaman, il veut absolument produire le prochain film de Vince. Mais le vieux copain de Vince, Dom, vole une statuette de Shrek lors d'une soirée chez lui. Phil décide alors d'annuler le projet et refuse de travailler avec Vince. Il est le père de Nick Rubenstein.

### Nick Rubenstein
Il est interprété par Adam Goldberg.
Nicky est le fils du richissime producteur Phil Rubenstein. Il est accro à la cocaïne et assez déjanté. Il essaie de se faire une place à Hollywood et convainc Ari, Eric et Vince de produire leur projet Medellín. Il leur promet un budget de 30 millions de dollars mais ne leur donne finalement qu'un seul dollar.

### Rita Chase
Elle est interprétée par Mercedes Ruehl.
Elle est la mère de Vince et Johnny. Elle vit à New York, bien loin du monde d'Hollywood, qu'elle ne comprend pas et qu'elle déteste. Elle a une petite préférence pour son plus jeune fils, Vince. Elle l'héberge chez elle lorsque sa carrière connaît des difficultés. 

### Bob Ryan
Il est interprété par Martin Landau.
C'est un producteur de films « légendaire » à Hollywood, qui a même gagné plusieurs Oscars. Malheureusement, son « aura » n'est plus et Bob n'est plus le producteur d'avant. Bob rencontre Eric au sujet d'un scénario sur la vie du groupe Ramones. Vince souhaite incarner le leader du groupe, Joey Ramone. Ari et Eric tentent d'acheter les droits du script, mais Bob ne veut pas les vendre et espère produire lui-même le film. Pensant qu'il n'est plus dans le coup, Ari et Eric veulent monter le film chez Paramount Pictures. Vexé par l'entourage de Vince, Bob Ryan décide de faire le film sans eux et avec Warner Bros..